# Ernest Gevers
Ernest Gevers   (Anvers, 28 d'agost de 1891 - Ixelles, 1965) de nom complet Ernest Jules Henri Jean Marie Gevers va ser un tirador d'esgrima belga que va competir en els anys posteriors a la Primera Guerra Mundial.
El 1920 va prendre part en els Jocs Olímpics d'Anvers, on disputà dues proves del programa d'esgrima. En la prova d'espasa per equips guanyà la medalla de plata, mentre en la de espasa individual fou quart.
El 1924, als Jocs de París, disputà novament dues proves del programa d'esgrima. En la prova d'espasa per equips revalidà la medalla de plata, mentre en espasa individual fou dotzè.